# 伊地知温子
伊地知 温子（いじち あつこ、1956年2月29日 - ）は、日本のエレクトーン奏者。1980年代、近畿エリアを中心に活動していた人物であった。

## 人物
- 大阪府豊中市出身。実家は医師家庭。
- 追手門学院大学卒業。
- 1979年に朝日放送（現：朝日放送テレビ）の朝の帯番組「おはよう朝日です」の初代エレクトーン奏者としてブラウン管に登場。特徴のある声と愛くるしいルックスで、一躍人気を博す。
- 声のイントネーションは、現在で言えば安田美沙子に通ずる。但し、京都弁ではないので関西人には分かる微妙な差はある。
- ニックネームは顔立ちと髪型から「オムスビ温子」
- 一旦番組を降板したが、「おはよう朝日です」が土曜日に「おはよう朝日です・土曜日です」を新たに開始するにあたり、再度登板。
- 1984年3月31日放送分を以て「おはよう朝日です・土曜日です」を卒業。当日は『伊地知温子フェアウェルコンサート』と題しての放送であった[1]。
- レギュラー番組終了後、公的な音楽活動を一切行わなくなった後に結婚。その後は引退状態となり写真を含めてマスコミ等を含め、公の場には姿を現していない（「おはよう朝日です」の番組ムック本が発刊された時にも彼女だけが写真の掲載がなかった）。

## 主なレギュラー出演番組
- 夜のブールヴァール（サンテレビ）
- おはよう朝日です（朝日放送テレビ　月～金）
- おはよう朝日です 土曜日です（朝日放送テレビ　土）
- エレクトーンハミングストリート（FM大阪　月～土、提供：ヤマハ）
- 中村鋭一TVは踊る（読売テレビ　土）中村鋭一から白あんぱんの愛称で呼ばれていた。

## 主な出演テレビCM
いずれもおはよう朝日ですの中で放映
- 進々堂製パン：番組セットのエレクトーンに座った状態で「おいしいパン　食べたはりますかぁ～」と独特のイントネーションで出演
- ヤマハ：屋外で撮影したソフトフォーカスのイメージCM。番組の生演奏コーナーの提供CM。

## ディスコグラフィー
- Do Electone (LPレコード 販促用非売品)
- あつこ（LPレコード）

## 脚註
1. ↑  【89週目】温子フェアウェルコンサート 1984年03月31日(土) 伊地知温子さんメモリアル